# Onychiurus durkeei
Onychiurus durkeei är en urinsektsart som beskrevs av Christiansen och Bellinger 1980. Onychiurus durkeei ingår i släktet Onychiurus och familjen blekhoppstjärtar. Inga underarter finns listade i Catalogue of Life.